# Magyaren
Die Magyaren oder Ungarn (Singular im Ungarischen magyar [ˈmɒɟɒr], Plural magyarok [ˈmɒɟɒrok]), auch Madjaren, bilden eine Ethnie, die vorwiegend in Ungarn lebt. Größere Minderheiten leben in der Slowakei, Rumänien und der Provinz Vojvodina in Serbien. Außerhalb dieses Siedlungsgebietes gibt es eine große Diaspora in Ländern des Globalen Nordens. Ungarn sprechen in der Regel muttersprachlich Ungarisch.
Die Bezeichnung Ungar kann sich auch allgemein auf die Bürger Ungarns, bzw. in Geschichtstexten auf die Bewohner des historischen Königreichs Ungarn, unabhängig von deren ethnischer Zugehörigkeit beziehen. In wissenschaftlichen Texten wird, um diese Zweideutigkeit zu vermeiden, häufig die Bezeichnung Magyaren bevorzugt, wenn die ethnische Gruppe gemeint ist.

## Verbreitung

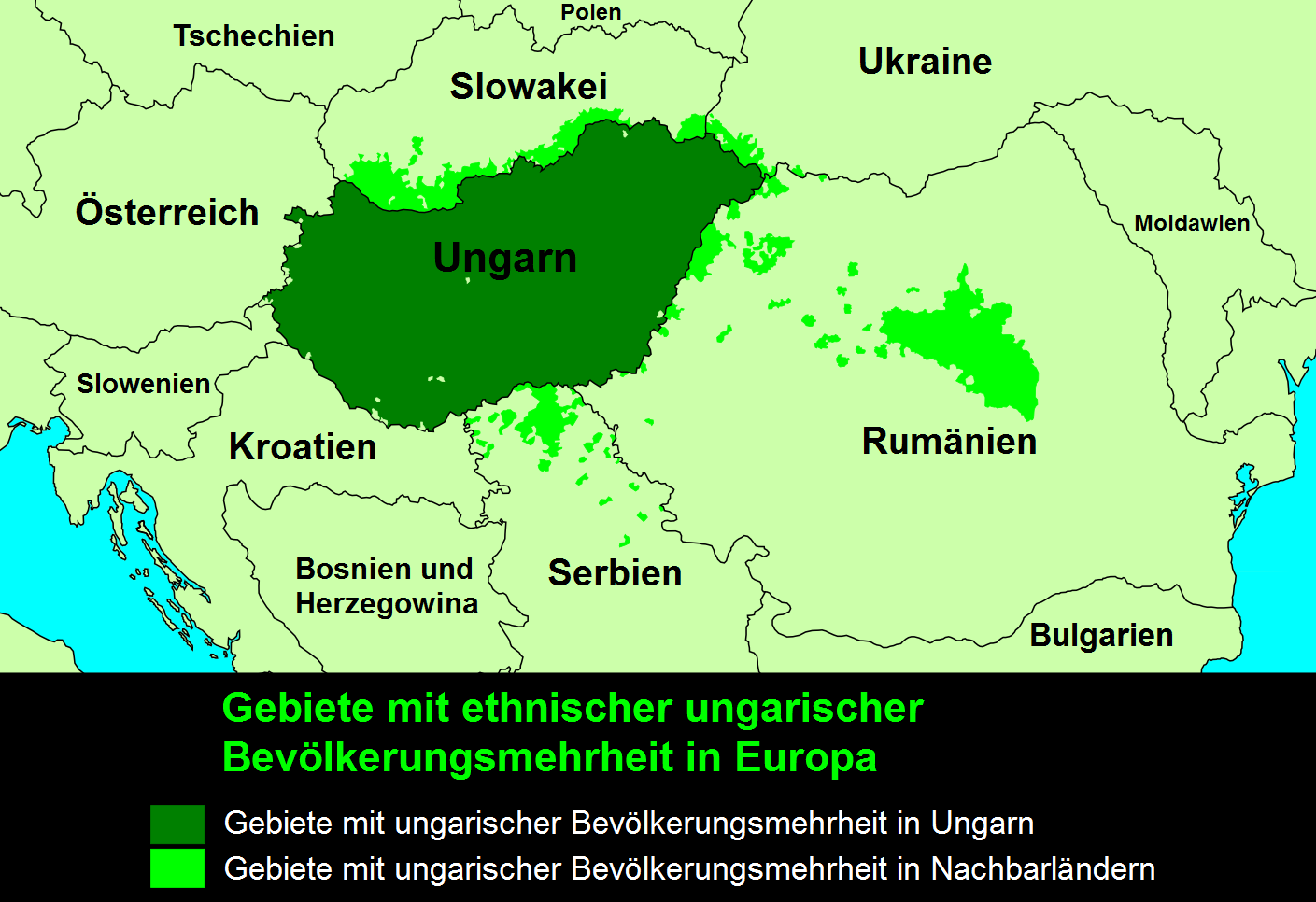
Ungarische Bevölkerungsmehrheiten in Mitteleuropa
(nach den Volkszählungen von 1991 und 1992)

Weltweit gibt es etwa 13,0 Millionen Magyaren, von denen etwa 9,5 Millionen in Ungarn leben, weitere etwa 1,95 Millionen als große Minderheiten seit 1918 außerhalb Ungarns in den Nachbarländern und ca. 1,5 Millionen in anderen Ländern:
| Land/Gebiet                     | Anzahl der Ungarn und der Personen magyarischer Abstammung | Anzahl der Ungarn und der Personen magyarischer Abstammung |
| ------------------------------- | ---------------------------------------------------------- | ---------------------------------------------------------- |
| Rumänien                        | 1.227.623                                                  | (2021)                                                     |
| Slowakei                        | 458.467                                                    | (2011)                                                     |
| Serbien                         | 253.899                                                    | (2011)                                                     |
| Oblast Transkarpatien (Ukraine) | 156.600                                                    | (2001)                                                     |
| Österreich                      | 55.038                                                     | (2014)                                                     |
| Kroatien                        | 16.595                                                     | (2001)                                                     |
| Slowenien                       | 6.243                                                      | (2002)                                                     |
| Deutschland                     | ca. 135.600                                                |                                                            |

Die Szekler (ungarisch Székely, Plural Székelyek) sind eine eigenständige Gruppe in Siebenbürgen (Rumänien) mit eigenem ungarischen Dialekt. Ihre Zahl liegt bei rund 670.000.

### Situation außerhalb Ungarns
Die magyarischen Minderheiten, die in den Nachbarstaaten des ungarischen Mutterlandes leben, sind formal anerkannt und verfügen über diverse Minderheitenrechte: Schulen mit muttersprachlichem Unterricht, Gottesdienste in der Muttersprache, sie dürfen Vereine gründen und verfügen auch über eine eigene Presse in ungarischer Sprache. In Rumänien und in der Slowakei bestehen eigene, auf der ethnischen Zugehörigkeit basierende Parteien (UDMR, SMK und Most–Híd), die im Parlament vertreten sind und an der Regierungskoalition beteiligt waren. Die staatlichen rumänischen und slowakischen Sender haben auch ungarischsprachige Sendungen im Programm, im Kabelfernsehen sind in der Regel die größten ungarischen Fernsehsender verfügbar. In Serbien verfügen die Ungarn, ähnlich wie viele andere Nationalitäten, über eine Autonomie innerhalb der Vojvodina. In der Slowakei steht den rund 520.000 Ungarn neben rund 780 ungarischsprachigen Schulen (585 davon rein ungarischsprachig) seit 2004 eine vom Staat finanzierte rein ungarischsprachige Universität in Komárno zur Verfügung (die einzige ungarische Universität ohne Studiengebühren), und es werden vom Staat ungarische Kulturvereine und Verlage finanziert.
Die Diskriminierungen durch die Beneš-Dekrete in den Jahren 1945–1948 sind heute nicht mehr aktuell. Heutzutage sind es einzelne verbale Ausfälle durch nationalistische Parteien und deren Vertreter, beispielsweise Corneliu Vadim Tudor von der Großrumänien-Partei oder Ján Slota von der Slowakischen Nationalpartei. Letztere war von Juli 2006 bis Juli 2010 Koalitionspartner in der Regierung der Slowakei unter Robert Fico.

#### Rumänien
Die größte Gruppe der Auslandsungarn lebt in Rumänien. Ihre Anzahl beträgt rund 1,0 Millionen (6,0 % der Landesbevölkerung). Viele von ihnen (rund 530.000) sind Szekler und leben im Szeklerland (Székelyföld), einem Gebiet im Südosten Siebenbürgens, das die heutigen Kreise Covasna (Kovászna), Harghita (Hargita), den Großteil des Kreises Mureș (Maros) sowie kleine Teile des Kreises Bacău (Bákó, im Landesteil Moldau, nicht in Siebenbürgen) – ein kleines Gebiet um Ghimeș-Făget (Gyimesbükk) – und Teile des Kreises Alba – die Gegend um Rimetea (Torockó), bekannt als Exklave Arieș Scaun (Aranyosszék) (dem Gebiet in und um Thorenburg (Torda)) – umfasst. Die anderen 470.000 Ungarn leben größtenteils in Städten wie Klausenburg, Neumarkt am Mieresch, Großwardein, Sathmar, Arad, Temeswar, Neustadt usw. Man findet sie aber auch als geschlossene ethnische Mehrheiten oder Minderheiten im nördlichen Partium, im „Waldland“ (Szilágyság), im Kalotaszeg, in einigen Gegenden der „Siebenbürger Heide“ (Câmpia Transilvaniei), zwischen der Kleinen Kokel und der Großen Kokel, im Kreischgebiet (Körösvidék) und im nördlichen Banat. Ferner sind sie in kleinen Sprachinseln im Süden Siebenbürgens sowie im Kreis Maramureș, in der Westmoldau (die Tschangos) und im südlichen Banat beheimatet.
Anzahl der Magyaren in Rumänien
| Volkszählung | Magyaren  |
| ------------ | --------- |
| 1930         | 1.425.507 |
| 1940         | * 462.422 |
| 1956         | 1.587.675 |
| 1977         | 1.713.928 |
| 1992         | 1.620.199 |
| 2002         | 1.431.807 |
| 2011         | 1.227.623 |
| 2022         | 1.002.200 |

(*) nach dem Zweiten Wiener Schiedsspruch, als Ungarn Nordsiebenbürgen annektierte

#### Slowakei
Die Gruppe der 422 065 Magyaren in der Slowakei lebt im Süden des Landes, die meisten auf der Großen Schüttinsel, im nördlich davon gelegenen Gebiet zwischen der Kleinen Donau und der Waag (teilweise von den Ungarn Mátyusföld genannt), in der Gegend zwischen den Flüssen Waag und Eipel und am Eipel-Nordufer. Außerdem bewohnen sie das Gemer-Gebiet und ein Gebiet ganz im Südosten der Slowakei um Kráľovský Chlmec (50.000 Ungarn), das heißt im und um das Medzibodrožie (ung. Bodrogköz). Außerdem gibt es eine ungarische Sprachinsel im Osten von Nitra, die den ethnographischen Namen Zobor trägt. Neben den oben genannten Ungarn geben in der Slowakei weitere 50.000 Personen Ungarisch als ihre Muttersprache an.
Anzahl der Magyaren in der Slowakei
| Volkszählung | Magyaren  |
| ------------ | --------- |
| 1930         | 571.952   |
| 1950         | * 354.532 |
| 1961         | 518.776   |
| 1970         | 552.006   |
| 1991         | 567.296   |
| 2001         | 521.000   |
| 2011         | 458.467   |
| 2021         | 422.065   |

(*) 1945–1948 wurden im Rahmen eines „Bevölkerungsaustausches“ – je nach Quelle – rund 80.000 Ungarn aus der Slowakei und zwischen 72.000 und 73.000 Slowaken aus Ungarn in das jeweils andere Land umgesiedelt; ansonsten ist der vorübergehende Rückgang von 1950 auf einen staatlich geförderten „Umstieg“ vieler Ungarn mit slowakischen Vorfahren auf die slowakische Nationalität zurückzuführen, der etwa 1946–1949 erfolgte und in der Folge schrittweise rückgängig gemacht wurde.

#### Serbien
Die zahlenmäßig drittstärkste ungarische Volksgruppe lebt in der Autonomen Region Vojvodina (ung. Vajdaság). Die rund 250.000 Ungarn leben vor allem im Norden der Vojvodina, das heißt in der nördlichen Batschka (Bácska) und im Nord-Banat. Im Süden der Vojvodina sind sie sporadisch auf mehrere kleine ungarische Dörfer bzw. Dorfgemeinschaften verteilt, umgeben von vielen anderen Nationalitäten, die in der Vojvodina beheimatet sind. Bekannte Serben ungarischer Abstammung sind die Tennisspielerin Monica Seles, der Fußballspieler Albert Nađ und die Sängerin Magdolna Rúzsa.
Anzahl der Magyaren in der Vojvodina
| Volkszählung | Magyaren | Prozent |
| ------------ | -------- | ------- |
| 1910         | 424.555  | 28,1 %  |
| 1921         | 370.040  | 24,4 %  |
| 1953         | 435.179  | 25,6 %  |
| 1971         | 423.866  | 21,7 %  |
| 1991         | 340.946  | 16,9 %  |
| 2001         | 290.207  | 14,3 %  |
| 2011         | 251.136  | 13 %    |

#### Ukraine
Im ukrainischen Verwaltungsgebiet Transkarpatien (ungarisch Kárpátalja) lebt ebenfalls eine bedeutende ungarische Minderheit von ca. 150.000 bis 200.000 Personen. Sie bewohnen dort etwa 130 Gemeinden und stellen in 80 davon die Bevölkerungsmehrheit. Die Ungarn wohnen vorwiegend im Flachland (als ethnische Mehrheit) und in den Städten (zum Beispiel Uschhorod, Mukatschewo, Berehowe, Chust und so weiter). 2014 forderte der ungarische Ministerpräsident Viktor Orbán für die ungarische Minderheit der Ukraine Selbstverwaltung und die Möglichkeit einer doppelten Staatsangehörigkeit.

#### Österreich
Laut einer Volkszählung im Jahre 2001 leben in Österreich rund 10.000 in Österreich geborene Auslandsungarn. Eine bedeutende Anzahl von Ungarn lebt vor allem in der Hauptstadt Wien. Der überwiegende Teil ist jedoch als Burgenlandungarn bekannt und lebt im südöstlichsten Bundesland der Republik, dem Burgenland. Hier sind sie insbesondere in den vier Ortschaften Oberpullendorf (Felsőpulya), Oberwart (Felsőőr), Siget in der Wart (Őrisziget) und Unterwart (Alsóőr) beheimatet.

#### Kroatien
Die Ungarn in Kroatien sind heute insbesondere in der Drau-Donau-Region im Osten Kroatiens beheimatet. Dieser Teil Kroatiens wird auch als „Draueck“ (ungarisch Drávaköz) bezeichnet und stellt den kroatischen Teil des historischen Komitats Baranya dar. Die meisten Magyaren leben demzufolge in der Gespanschaft Osijek-Baranja (heutige kroatische Gespanschaft). Weiters gibt es in den Gespanschaften Vukovar-Syrmien und Bjelovar-Bilogora eine bedeutende ungarische Minderheit.
Im Gebiet der „Murinsel“ (kroatisch Međimurje) zwischen der Mur und der Drau im nördlichsten Teil Kroatiens mit dem Zentrum Čakovec leben nur noch etwa 50 Ungarn. Näheres zu den Ungarn im slowenischen Teil der Drau-Mur-Gegend ist unter Slowenien nachzulesen.
Seit 1921 bis heute ist die Zahl der Ungarn in Kroatien dramatisch gesunken. Dies zeigt auch die folgende Tabelle:
Anzahl der Magyaren in Kroatien
| Volkszählung | Magyaren |
| ------------ | -------- |
| 1921         | 76.000   |
| 1948         | 51.000   |
| 1971         | 35.000   |
| 1991         | 22.000   |
| 2001         | 16.595   |

#### Slowenien
Laut Volkszählung von 2001 leben in Slowenien 6.243 Ungarn. Diese sind insbesondere in der Region Prekmurje (ungarisch Muravidék) beheimatet. Die Zahl der Ungarn in Slowenien hat sich in den letzten 50 Jahren nahezu halbiert.
Anzahl der Magyaren in Slowenien
| Volkszählung | Magyaren |
| ------------ | -------- |
| 1921         | 14.429   |
| 1953         | 11.019   |
| 1961         | 10.498   |
| 1971         | 8.943    |
| 1981         | 8.777    |
| 1991         | 8.000    |
| 2001         | 6.243    |

## Geschichte
Wann und wo die Ethnogenese der Magyaren stattfand und seit wann diese in ihrer heutigen Heimat siedeln, ist bis heute in der Geschichtsforschung umstritten.
Nach der vorherrschenden These stammen die Magyaren von einem nomadischen Volk ab, dessen „Urheimat“ im Bereich des Urals vermutet wird. Die „magyarische Landnahme“ in der Pannonischen Tiefebene fand nach der üblichen Darstellung Ende des 9. Jahrhunderts n. Chr. unter Fürst Árpád statt. Diese Kontinuitätstheorie wurde aber wiederholt und bis in die Gegenwart in Zweifel gezogen. Der ungarische Historiker Imre Boba und weitere Autoren treten dafür ein, erst ab der ungarischen Landnahme im Karpatenbecken von einer ethnischen Einheit der Ungarn (Magyaren) im heutigen Sinne zu sprechen, da sich deren Stammeskonföderation erst kurz zuvor aus Gruppen unterschiedlichen Ursprungs gebildet habe. Die aus dem Uralgebiet stammenden finno-ugrischen Proto-Magyaren seien demnach nur eines der Elemente, aus denen sich die späteren Ungarn gebildet hätten.
Eine Minderheit der Forscher vertritt mit archäologischen, linguistischen und anthropologischen Argumenten die Theorie der „zweifachen Landnahme“. Demnach hätten die Vorfahren der Magyaren bereits vor der Landnahme durch Árpád und seine Leute, etwa seit dem 5. oder 6. Jahrhundert, in der Pannonischen Ebene gesiedelt, in die sie in mehreren Wellen eingewandert seien und wo sie mit slawischen Völkern koexistiert hätten. Die Volksgruppe Árpáds hätte demnach nach ihrer „Invasion“ Ende des 9. Jahrhunderts nur eine kleine Oberschicht gebildet, die sich nach und nach an die Mehrheitsbevölkerung assimilierte.

### Vor der „ungarischen Landnahme“

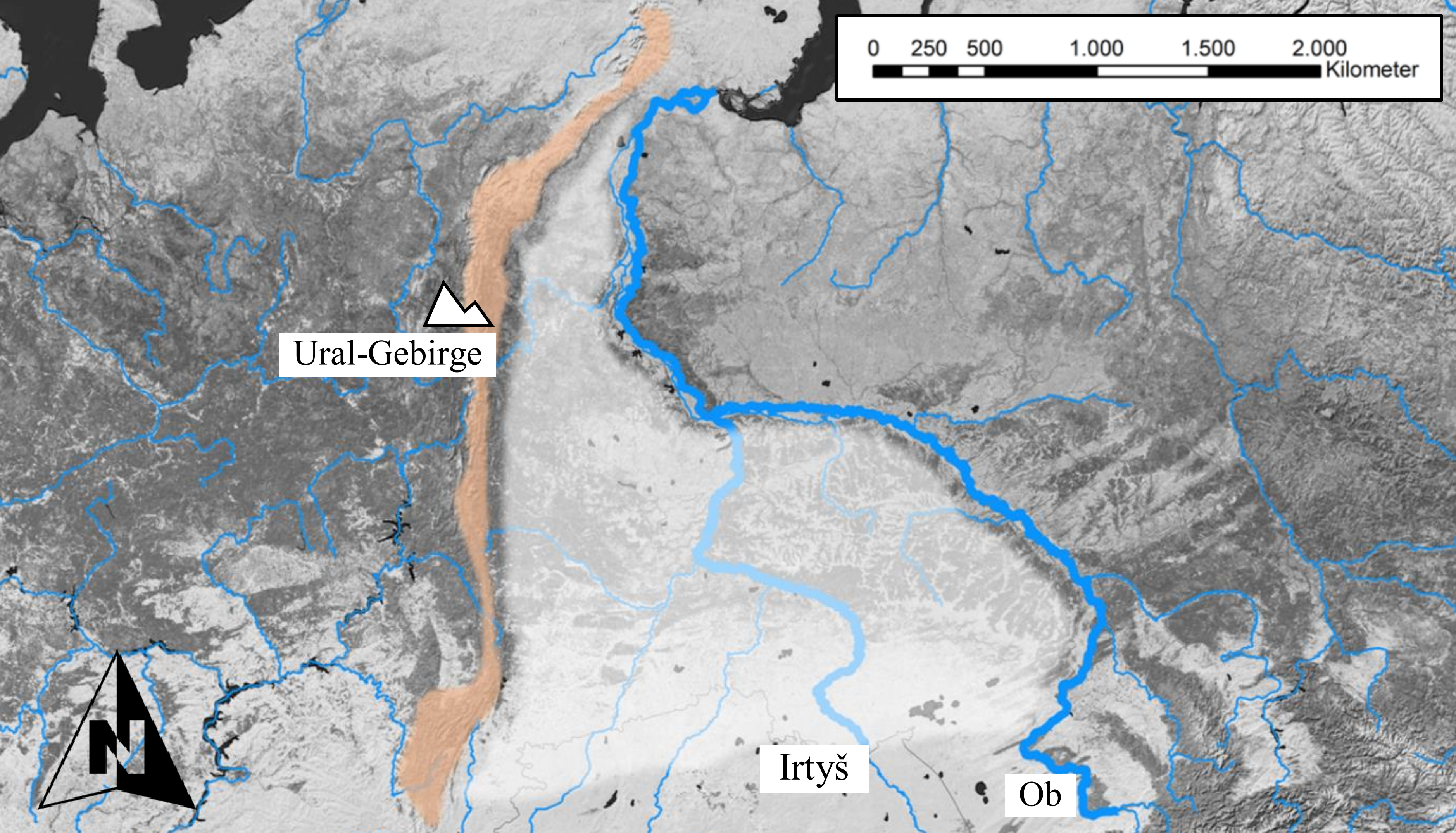
Angenommene „Urheimat“ der Ugrier (Jugorien)

Gemäß der akademischen Mehrheitsmeinung siedelten finno-ugrische Völker zwischen dem 6. und 4. Jahrtausend v. Chr. in der Umgebung des Uralgebirges, hauptsächlich an dessen Ostseite, und des Flusses Ob. Archäologische Funde in dieser Gegend lassen vermuten, dass den uralischen Völkern im 4. Jahrtausend noch größtenteils die Ostabhänge des mittleren und südlichen Abschnitts dieses Gebirgsmassivs als Lebensraum dienten. Einzelne Gruppen brachen zwischen 4000 und 3000 v. Chr. in östliche und westliche Richtung auf. Der ugrische Zweig der finno-ugrischen Sprachfamilie setzt sich aus den Sprachen der beiden obugrischen Völker Chanten (Ostjaken) und Mansen (Wogulen) sowie dem Ungarischen (Magyarischen) zusammen.

#### Auflösung der finno-ugrischen Gemeinschaft

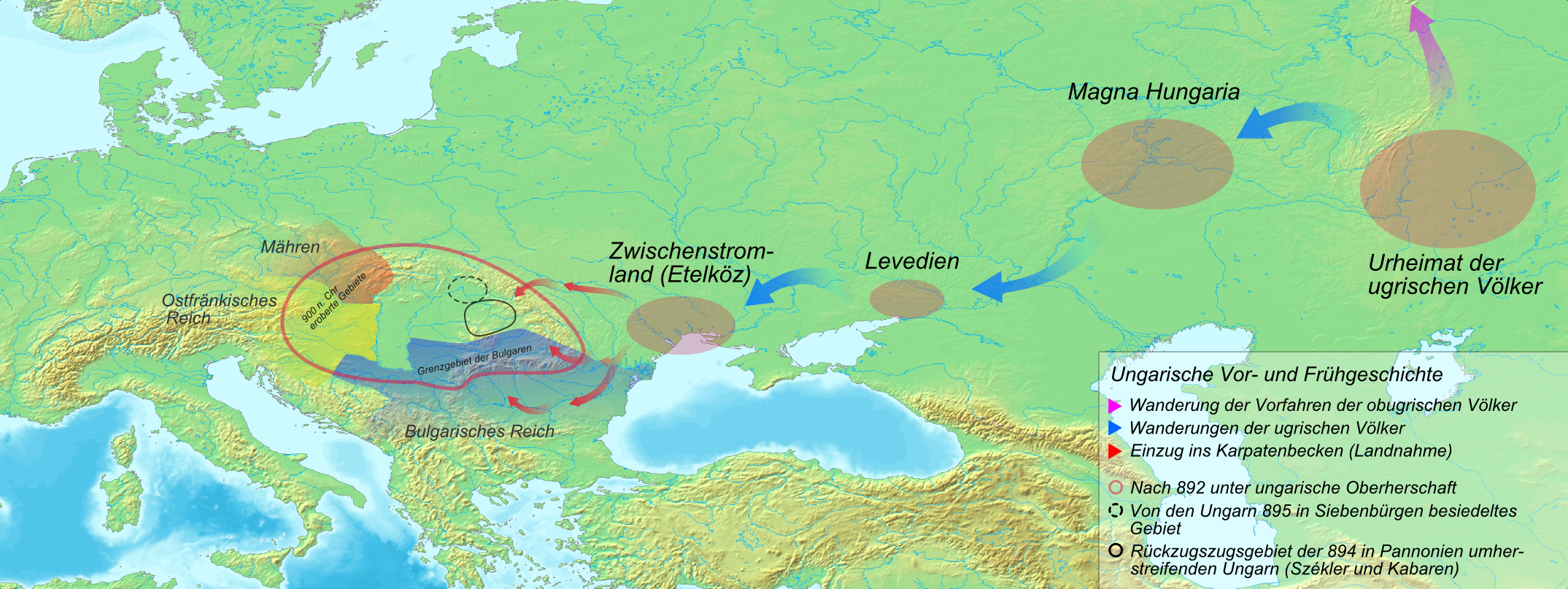
Karte der (mutmaßlichen) magyarischen Vor- und Frühgeschichte

Nach der Auflösung der finno-ugrischen Gemeinschaft zog der ugrische Zweig aus seinem westsibirischen Siedlungsgebiet in süd-/südöstliche Richtung. Manche Forscher ordnen die bronzezeitliche Andronowo-Kultur in Südsibirien und Zentralasien (2. Jahrtausend v. Chr.) den Ugriern zu. Verbreiteter wird die Andronowo-Kultur aber der indoiranischen Sprachfamilie zugeordnet. Wahrscheinlich standen die Ugrier des Südurals aber mit der benachbarten proto-indoiranischen Andronowo-Kultur in engem Kontakt und ihre Kultur ähnelte dieser. Eine besondere Rolle in der Viehzucht nahm die Pferdezucht ein. Dies lässt sich heute anhand archäologischer Funde nachweisen.
Die Ugrier übernahmen von den Urindoiranern die festen Siedlungsplätze, wo sie sich von nun an aufhielten. Sie sammelten damals erste Erfahrungen in der Metallverarbeitung. Um 1000 v. Chr., etwa am Ende der Bronzezeit, kam es erneut zu einer Klimaerwärmung, durch die sich die Vegetationszonen noch weiter Richtung Norden ausdehnten. Dieser Klimawandel führte dazu, dass sich die Siedlungsräume der Ugrier langsam von Waldsteppen in Trockensteppen wandelten. In dieser Situation spalteten sich die Ugrier zum einen in die Vorfahren der heutigen Obugrier (Chanten, Mansen) und zum anderen in die Vorfahren der heutigen Magyaren auf. Die Obugrier zogen nach Norden in die Region des unteren Ob und wichen so der zunehmenden Versteppung aus. Die Vorfahren der heutigen Magyaren blieben in ihrem Siedlungsgebiet, änderten allerdings ihre Lebensweise und wurden zu einem Nomadenvolk.
Etwa 500 v. Chr. kamen die Magyaren in Kontakt mit den iranischen Völkern der Skythen und Sarmaten, nachdem sie durch eine Klimaabkühlung gezwungen worden waren, in die Richtung des südlichen Ural zu wandern. Archäologische Funde belegen eine Ähnlichkeit der Kulturen zu dieser Zeit. Ferner wurden auch einige Lehnwörter wie tej („Milch“), fizetni („zahlen“), tíz („zehn“) und arany („Gold“) aus dem (Proto-)Iranischen übernommen.

#### Von Magna Hungaria nach Levedien

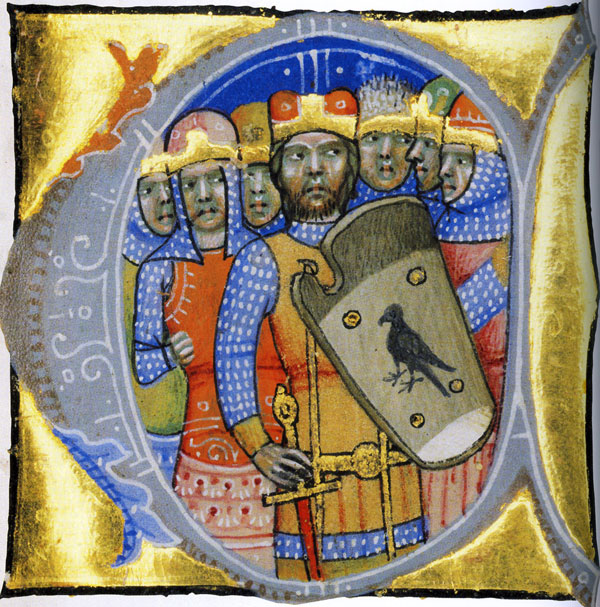
Ungarische Bilderchronik: Die 7 Stammeshäuptlinge

Etwa um 500 n. Chr. sollen magyarische Stämme das Steppengebiet am südöstlichen Ural verlassen haben und als Reitervolk westwärts in das Gebiet des heutigen Baschkiriens gezogen sein. Über die Ursachen dieser Wanderung weiß man heute sehr wenig, aber die Magyaren sollen diese Wanderung tatsächlich unternommen haben. Dieses Gebiet wurde später in mittelalterlichen Quellen Magna Hungaria („Großungarn“) genannt. Dem Hungarologen Holger Fischer zufolge fand hier die Ethnogenese der Magyaren statt, also die Herausbildung einer eigenen ethnischen Identität. Der Dominikaner Julianus wollte noch im Jahr 1236 in einem nur unklar beschriebenen Gebiet an der Wolga hier zurückgebliebene „Ungarn“ angetroffen haben. In Magna Hungaria stieß man zudem auf Totenmasken, wie sie bereits von den Obugriern benutzt worden waren und ebenfalls in Gräbern aus Zeiten der Landnahme auf dem Gebiet des heutigen Ungarns gefunden wurden.
Vermutlich ab der ersten Hälfte des 8. Jahrhunderts siedelten die Magyaren in Levedien (ungarisch Levédia), wahrscheinlich nach Levedi, einem magyarischen Stammesfürsten benannt. Dieses Gebiet lag ungefähr zwischen Don und Asowschem Meer. In unmittelbarer Nähe ihres neuen Siedlungsgebietes befand sich zu dieser Zeit das Khanat der Chasaren, ein Verband aus türkischen und mongolischen Stämmen, die von einem Khan regiert wurden und dessen Territorium die Steppe nördlich des Kaukasus umfasste. Auch die Magyaren unterwarfen sich diesem Khan und gaben das Nomadentum teilweise auf. Dies lässt sich heute in erster Linie sprachwissenschaftlich nachvollziehen. So gibt es in der ungarischen Sprache etwa 200 aus den Turksprachen übernommene Lehnwörter in den Bereichen Ackerbau (zum Beispiel búza, „Weizen“; eke, „Pflug“), Wein- und Gartenbau (zum Beispiel gyümölcs, „Obst“; szőlő, „Weintraube“), Viehzucht (zum Beispiel ökör, „Ochse“; gyapjú, „Wolle“; sajt, „Käse“) und Handwerk, die zu dieser Zeit in die Sprache eingeflossen sind und auf die zunehmende Sesshaftigkeit der Magyaren hinweisen.
Der byzantinische Kaiser Konstantin VII. erwähnt als Erster um 950 n. Chr. in seinem Werk De Administrando Imperio die Namen der sieben ungarischen Stämme: Nyék, Megyer, Kürtgyarmat, Tarján, Jenő, Kér und Keszi. Außerdem beschreibt er: Die Magyaren „hatten […] nie einen eigenen oder einen fremden Fürsten über sich, sondern es gab unter ihnen irgendwelche Wojewoden, von denen der erste Lewedi war.“ ()
Weiter berichtet Kaiser Konstantin, dass Levedi als Heerführer als Zeichen der Verbundenheit zum chasarischen Khan unter anderem auch eine Chasarin als Frau vom Khagan geschenkt bekam. Aus Konstantins Bericht und aus anderen Quellen kann man heute ableiten, dass die Magyaren zu diesem Zeitpunkt sowohl eine Stammesorganisation als auch ein Doppelfürstentum besaßen. In diesem sogenannten Doppelfürstentum gab es ein religiöses Oberhaupt (kende) und einen Fürsten (gyula), der die faktische Macht in Händen hielt. Diese Institution haben die Magyaren wohl von den Chasaren übernommen.

#### Zwischenstromland
In den Jahren zwischen 820 und 839 kam es im Chasarenreich zu Aufständen, an denen sich auch die Magyaren beteiligten. Der Versuch der aufständischen Kabaren (oder Kawaren; ein Teil der Chasaren, also den Turkvölkern zuzurechnen), den Khan zu stürzen und die Macht im Khanat zu erlangen, scheiterte jedoch. Viele der Aufständischen flüchteten danach zu den Magyaren, denen sich die Kabaren als achter Stamm anschlossen. Die eigentlich turksprachigen Kabaren assimilierten sich auch in sprachlicher Hinsicht schnell. Infolgedessen war das Verhältnis zwischen Magyaren und Chasaren nachhaltig gestört und die Magyaren sahen sich nach 840 unter dem Druck der wiedererstarkenden Chasaren gezwungen, erneut zu migrieren.
Sie zogen weiter Richtung Westen in das sogenannte „Zwischenstromland“ (ungarisch Etelköz). Die genaue Lage von Etelköz ist bis heute nicht vollständig geklärt, aber man vermutet, dass es sich nordwestlich des Schwarzen Meeres und östlich der Karpaten befunden haben muss, also möglicherweise zwischen den Flüssen Dnepr und Dnister in der heutigen südlichen Ukraine. Hier trafen die ugrischsprachigen Magyaren (mitsamt der ihnen angeschlossenen Kawaren) auf die Onoguren, ein weiteres Turkvolk, das auch zu den Protobulgaren gezählt wird (daher auch „Onogur-Bulgaren“). Von diesen leitet sich das Exonym „Ungar“ ab, mit dem die westlichen Nachbarvölker die Magyaren bezeichnen. Dem Historiker Martin Egger und weiteren Wissenschaftlern zufolge entstand die ethnische Einheit der Ungarn/Magyaren, die später in das Karpatenbecken eindrangen, erst in Etelköz, durch Vermischung des ugrischen Elements der (Proto-)Magyaren mit den türkischen Elementen der Kawaren und Onoguren. Obwohl das Gebiet ideal für die Lebensweise der Magyaren mit intensiver Viehhaltung und ausgeprägtem Ackerbau war, mussten sie weiter mit Angriffen der Chasaren rechnen. Die Magyaren in Etelköz unterhielten Kontakte zum Byzantinischen Reich, den Donau-Bulgaren und Ostslawen, sowie in geringerem Ausmaß den Mährern und Franken.

### Landnahme in der Pannonischen Tiefebene

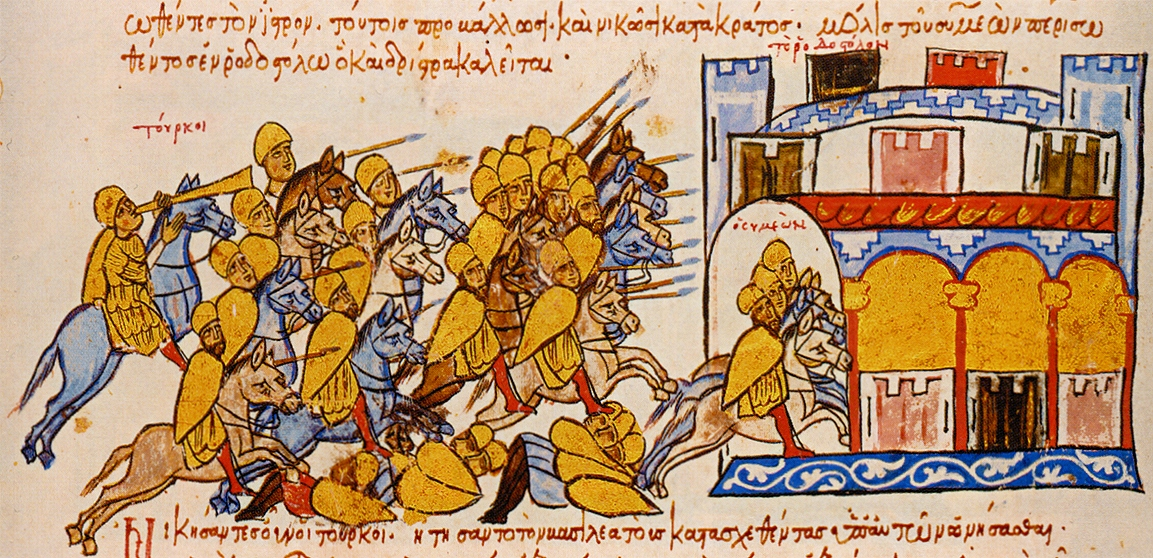
Magyaren verfolgen das Heer des bulgarischen Zaren Simeon (895) – Madrider Bilderhandschrift des Skylitzes

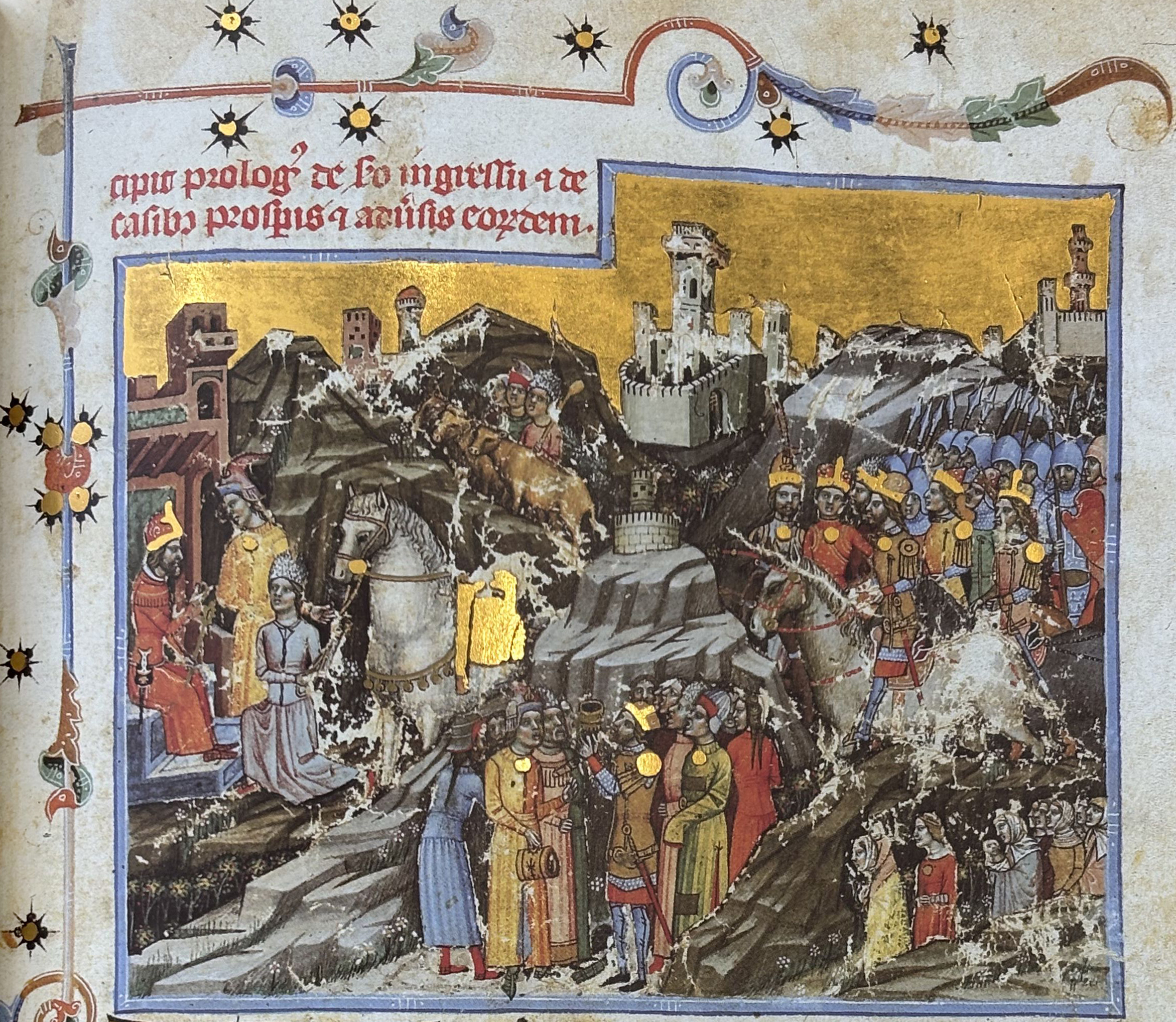
Ungarische Bilderchronik: Eroberung des Karpatenbeckens durch die Magyaren

In dieser Zeit lernten die Magyaren durch die Beteiligung ihrer Reitertrupps an kriegerischen Auseinandersetzungen auch erstmals die Pannonische Tiefebene kennen. Daher gehen Historiker davon aus, dass die Flucht aus Etelköz und Migration in das Karpatenbecken zwischen 894 und 897 eine geplante war. Sie hatte verschiedene Gründe. So verbündeten sich die Magyaren mit den Byzantinern, die sich zu dieser Zeit mit den Bulgaren im Krieg befanden. 895 leisteten sie erneut Byzanz Waffenhilfe, als sie das Erste Bulgarische Reich unter Zar Simeon I. angriffen. Mit Hilfe der byzantinischen Flotte überquerten die Magyaren die Donau und siegten gegen kleinere bulgarische Verbände bei Dorostol (der größere Teil der bulgarischen Armee befand sich in Thrakien, wo Simeon I. einen Feldzug gegen Byzanz vorbereitete). Nach mehreren Erfolgen von Byzanz mussten die Bulgaren aufgeben und schlossen Frieden mit dem Byzantinischen Reich. Allerdings verbündete sich Simeon I. 896 mit den aus Osten kommenden Petschenegen, die 894 von den Oghusen aus ihrer Heimat vertrieben worden waren.
Die Bulgaren und Petschenegen zogen daraufhin gegen die Magyaren in den Krieg, indem die Bulgaren die Kriegstruppen der Magyaren angriffen und die Petschenegen die kaum geschützten Wohnorte der Magyaren stürmten. Diese Übermacht schlug die Magyaren in Etelköz vernichtend. So entschied sich der Stammesverband, mit ihren großen Viehherden die Flucht über die nördlichen und nordöstlichen Pässe der Wald- und Ostkarpaten anzutreten. Der Legende nach benutzten sie den Verecke-Pass.
Nach ihrer Karpatenüberquerung ließen sich die Magyaren zunächst an der oberen Theiß nieder. Die Zahl der magyarischen „Invasoren“ (mit den ihnen angeschlossenen Völkerschaften) wird auf 400.000–500.000 geschätzt. Das Pannonische Becken war bereits von rund 200.000 Angehörigen nicht-magyarischer Völker (Slawen, (Proto-)Bulgaren, Moravljanen, möglicherweise Awaren u. a.) besiedelt. Diese flohen zum Teil, schlossen sich den Magyaren an oder wurden unterworfen. Die Vertreter der Theorie der „doppelten Landnahme“ gehen hingegen davon aus, dass die Eroberer gegenüber den bisher Ansässigen weit in der Minderzahl waren. Der Historiker Gábor Vékony gab ihre Zahl mit nur etwa 5000 waffentragenden Männern sowie deren Familien an. In Grabstätten wurde ein Verhältnis zwischen mutmaßlichen Angehörigen der ansässigen Bevölkerungsgruppen und solchen der Eroberer von rund 100 zu 1 identifiziert. Dieser Theorie zufolge hätten die Neuankömmlinge nur die Oberschicht gebildet und sich nach und nach mit der Mehrheitsbevölkerung vermischt. Dies wird mit der Situation anderer Eroberervölker im Frühmittelalter verglichen, etwa den germanischen Burgunden und Franken im heutigen Frankreich, den turksprachigen Protobulgaren an der unteren Donau, den Warägern (Rus) in Kiew und Nowgorod oder der Skandinavier (Normannen) in der Normandie, die zwar das jeweilige Gebiet beherrschten und dem Land und Volk ihren Namen gaben, sich sprachlich aber an die jeweils vorgefundene Mehrheitsbevölkerung anpassten.
Die Einnahme des gesamten Karpatenbeckens durch die Magyaren erfolgte schrittweise. Etappen der Landnahme waren das Gebiet auf der Westseite der Ostkarpaten, später das Gebiet bis zur Donau, und 899, nach der erfolgreichen Schlacht an der Brenta gegen den italienischen König Berengar I., besetzten die Magyaren ganz Pannonien.
Viele Faktoren waren für die erfolgreiche Einnahme und langfristige Etablierung der Magyaren im Karpatenbecken entscheidend. So war es leicht zu erobern, da es sich am Rand dreier großer, miteinander im Kampf liegender Reiche (Mährerreich, Ostfrankenreich, Erstes Bulgarisches Reich) befand. Das Gebiet war nur relativ dünn besiedelt. Die strategische Lage der Landschaft, fast komplett umschlossen von einer Bergkette, begünstigte die Verteidigung des Territoriums, insbesondere gegen die Petschenegen im Osten.

### Ungarneinfälle
Von hier aus brachen die ungarischen Reiter immer wieder zu Plünderungszügen durch ganz Europa auf, die als Ungarneinfälle in die Geschichte eingingen. So überfielen sie unter anderem Gebiete in Bayern, Italien, Frankreich und Spanien. Nach 901 verschob sich das Zentrum ihres Siedlungsgebietes nach Westen an den Plattensee. Von hier aus eroberten die Magyaren in den nachfolgenden Jahrzehnten Gebiete der Marcha orientalis bis zur Enns (Ostösterreich) und der heutigen Slowakei. So berichtet auch der sächsische Geschichtsschreiber Widukind von Corvey, dass Worms im Jahr 954 einen ansehnlichen Schutztribut an ungarische Invasoren („Awaren“) zu entrichten hatte.
Nachdem die Magyaren 955 in der Schlacht auf dem Lechfeld von den ostfränkischen und böhmischen Truppen geschlagen worden waren, zogen sie sich aus dem Gebiet des heutigen Österreichs (außer aus dem heutigen Burgenland) zurück und ließen sich in Westungarn nieder. Allmählich wurde das Nomadenvolk der Magyaren sesshaft. Vom letzten Viertel des 10. Jahrhunderts an wurden die Ungarn unter Fürst Géza und unter Stephan I. christianisiert. Letztgenannter gilt als erster König des im Jahr 1000 gegründeten Königreichs Ungarn.

### Seit der Gründung des Königreichs Ungarn
Im Hochmittelalter war Ungarn vergleichsweise dicht besiedelt. Durch die mongolischen Eroberungen im 13. Jahrhundert, insbesondere durch den Feldzug Dschötschis und seines Sohnes Batu Khan 1241, kam es zu einem starken Bevölkerungsrückgang. Die Schlacht bei Muhi endete mit einer vernichtenden Niederlage des ungarischen Heeres.

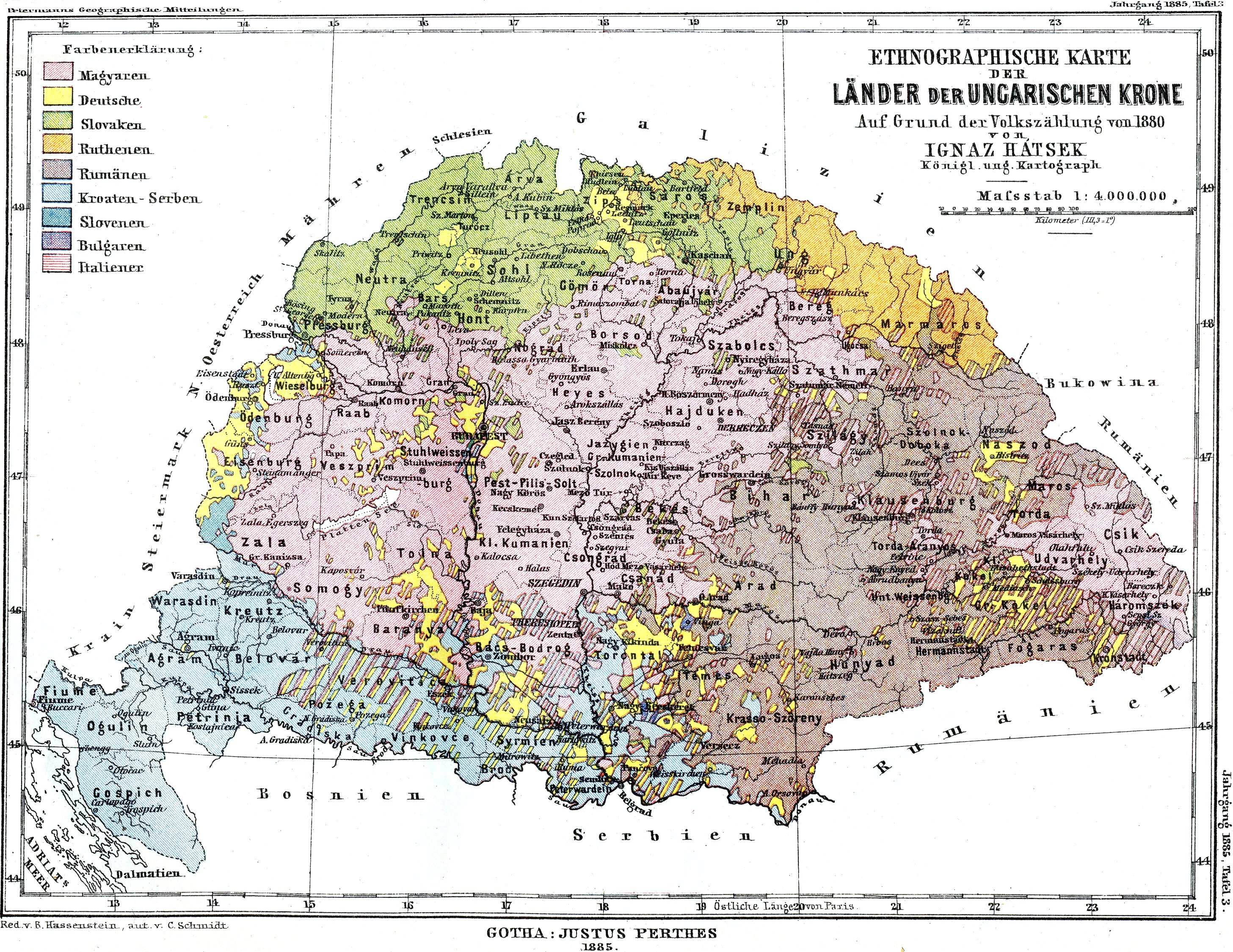
Siedlungsgebiete der Magyaren im Königreich Ungarn (1885)

Mit der Eroberung des Balkans durch die Osmanen (Türken) im 16. Jahrhundert wurde insbesondere das heutige Ungarn teilweise entvölkert. Seit dieser Zeit und für die darauffolgenden fast 400 Jahre war das Land und seine Geschichte aufs engste mit der Habsburgermonarchie verbunden. Nach der Vertreibung der Osmanen wurden die entvölkerten Gebiete (vor allem im Rahmen der drei Hauptumsiedlungswellen 1690, 1711 und 1745) von Slowaken, Siedlern aus Deutschland sowie aus anderen Teilen Europas wiederbevölkert.
Allerdings war der sich daraus bildende Vielvölkerstaat durch innere Spannungen (Selbständigkeitsbestrebungen der nichtmagyarischen Völker, Nationalitätenkonflikte im Zuge der Magyarisierungspolitik) gekennzeichnet, die schließlich im Zerfall Österreich-Ungarns nach dem verlorenen Ersten Weltkrieg endete.
Gerhard Herm beschreibt, dass die Ungarn nach der „Schmach“ von Trianon und während der schwierigen Zwischenkriegszeit ins Ausland drängten:

„Aber in diesen Kreisen fand man auch Wege, die aus der Misere herausführten. Eine neu-aufkommende Kunstgattung, der Film, wurde in Hollywood wie in Berlin zur fast rein ungarischen Domäne. Eine Flut begabter Journalisten, Stückeschreiber, Kabarettisten ergoß sich von Budapest über die Welt. Das gedemütigte Land exportierte Turnierreiter, Tenniscracks, Fechtlehrer und nicht zuletzt Gastronomen, die einem aufs Exotische erpichten Publikum das Pörkölt und die Gulaschsuppe nahebrachten.“

Insbesondere die Magnaten, der Kleinadel und die während der Industrialisierung herangewachsene, dünne Besitzbürgerschicht litten unter den Folgen des Ersten Weltkrieges.

## Name

### Magyar
Das Wort magyar (früher megyeri) ist heute die Selbstbezeichnung der Magyaren. Es taucht schon im 9. und 10. Jahrhundert in muslimischen Quellen auf. Es ist wahrscheinlich ein Kompositum aus magy (< ugrisch *mańćε = Mensch, Mann, Geschlecht) und er(i) (ebenfalls Mensch, Mann, Geschlecht). Andere Forscher behaupten, dass das Wort magyar ursprünglich „Männer der Erde“ bedeutete.
Die Magyaren waren – der vorherrschenden Meinung in der Geschichtswissenschaft zufolge – ein eurasisches Reitervolk. Allerdings ist zu beachten, dass das Wort anfangs nur die Bezeichnung eines von sieben (unterschiedlichen) nomadischen Stämmen war, die im 9. Jahrhundert und Anfang des 10. Jahrhunderts räuberische Einfälle in Europa, bis über die Pyrenäen unternahmen. Die Stämme hießen Meder (Megyer), Tarján, Jenő, Kér, Keszih, Kürt-Gyarmat und Nyék. Gegen Ende des 10. Jahrhunderts ist es dem Stamm der Magyaren – d. h. den Nachkommen Árpáds – gelungen, die restlichen Stämme unter seiner Oberherrschaft zu vereinigen.

### Andere Namen

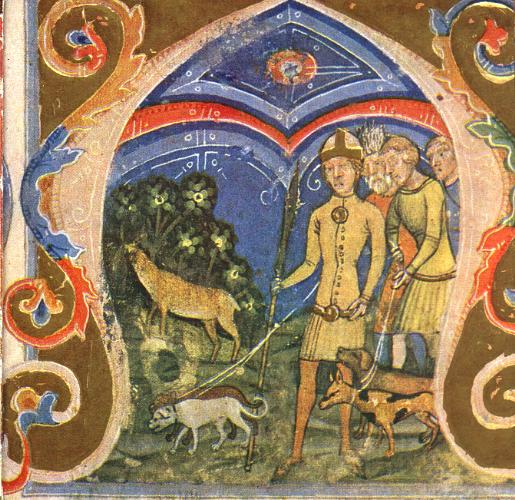
Ungarische Bilderchronik, „Hunor und Magor auf der Jagd nach dem Wunderhirsch“ (1360)

Im 10. Jahrhundert wurde die ethnische Gruppe von den damaligen Quellen als Ungari oder Ougri bezeichnet. Die fränkischen Chronikschreiber verwendeten fast von Anfang an auch den lateinischen Begriff (H)ungarus. Viele damalige Texte bezeichnen sie auch als Türken (vor allem der byzantinische Kaiser Konstantin VII. um 950) bzw. irrtümlicherweise als Hunnen oder Awaren, da ihre Lebensweise jener dieser zwei Völker ähnelte.
Bis ins 19. Jahrhundert hinein wurde auch von ungarischen Autoren, sowohl der volkstümlichen als auch der gelehrten Literatur, eine Abstammung der Ungarn von bzw. ihre Verwandtschaft mit den Hunnen und Skythen angenommen. Die finno-ugrische Herkunfts- und Verwandtschaftshypothese wurde dagegen vielfach zurückgewiesen. Für die Verwandtschaft von Ungarn und Hunnen wird auch die bekannte ungarische Sage von den Brüdern Hunor und Magor („Stammväter“ der Hunnen bzw. Magyaren) und dem bereits bei den iranischsprachigen Skythen als Goldhirsch bekannten Wunderhirsch (ungarisch csodaszarvas) angeführt. Bereits in der Renaissancezeit gab es einen Kult um Attila, der als Vorfahr der Ungarn angenommen wurde. Dieser erlebte im romantischen Nationalismus und Historismus des 19. Jahrhunderts eine Neuauflage. Attila ist bei den Ungarn bis heute einer der häufigsten männlichen Vornamen, während er bei anderen europäischen Völkern sehr selten vergeben wird. Es gibt im Ungarn des 21. Jahrhunderts eine „Heilige Hunnische Kirche“, die sich um die Anerkennung als ethnische Minderheit bemüht (2005: 2381 Unterstützer).
Darüber hinaus schrieb Kaiser Konstantin VII. in De Administrando Imperio, dass ihm eine ungarische Gesandtschaft berichtet habe, dass die Magyaren üblicherweise sabartoi asphaloi genannt worden seien, was im Allgemeinen mit „starke / standhafte / verlässliche Sabiren“ übersetzt wird (eigentlich ein in der Spätantike nördlich des Kaukasus ansässiges Volk türkischer oder hunnischer Herkunft).
Die heute verwendeten Formen (H)ungarus, (H)ungarn, Uhri, Vengry, Hungarian, Hongrois usw. gelangten durch germanische Vermittlung in die europäischen Sprachen. Das Wort lässt sich auf die türkisch-protobulgarische Stammesbezeichnung onogur (on = zehn + ogur = Stamm) zurückführen, die dadurch entstand, dass die Vorfahren der Ungarn im 5. und 6. Jahrhundert in enger Verbindung mit dem Onogurenreich lebten, dessen führender Stammesverband Onoguren hieß. Das vorgestellte ‚H‘ in Hungarus, Hungarn usw. ist vermutlich auf die im Mittelalter verbreitete Gleichsetzung der Ungarn mit den Hunnen zurückzuführen.